# 玻璃樽 (電影)
《玻璃樽》，是一部於1999年農曆新年賀歲檔期上映的香港電影，谷德昭負責導演、編劇，由成龍（兼任監製、編劇，並與成家班共同擔任動作指導）、舒淇、梁朝偉、周華健、任賢齊等巨星領銜主演，是當年的賀歲愛情喜劇動作片。
本片票房為$27,547,639港元，成為1999年度票房亞軍，略遜於周星馳的《喜劇之王》。本片在第19屆香港電影金像獎中只獲得1項提名，為「最佳動作設計」（成龍、成家班），但最終落敗給《紫雨風暴》。

## 故事大綱
一個出身平凡的台灣漁村女子阿不（舒淇 飾），滿滿腦子冒險獵奇的幻想。她不甘心像村裡其他女孩一般結婚生子燒飯看電視終老。一天，海浪捲來一隻小玻璃樽，字條寫著“你知道我在等你嗎？阿拔”還附有一個香港地址。阿不按地址找到寫字條的白馬王子阿拔（梁朝偉 飾），可惜阿拔對她沒有愛情感覺。隆一（任賢齊 飾）是阿不青梅竹馬的同村男友，發現阿不失蹤，沿線索冒險追查來香港。另一方面，阿不偶然邂逅了企業家陳子午（成龍 飾），因此阿不找阿拔幫忙編造身世，說自己是台灣黑幫頭目的女友逃難來香港。阿不夢想成真，子午保護她更與她墮入愛河，但卻擔心秘密要被拆穿，所以她決定將真相講出後離去，看子午會否挽留自己……

## 演員表

### 主演
| 演 員  | 角 色  | 備 註  |
| 成 龍  | 陳子午 |        |
| 舒 淇  | 阿不   |        |
| 梁朝偉 | 呂拔萃 | 造型師 |
| 周華健 | 盧乃華 |        |
| 任賢齊 | 隆一   | 漁師   |

### 客串
| 演 員                | 角 色  | 備 註                            |
| 陳松勇               | 伯父   | 阿不父親                         |
| 金燕玲               | 伯母   | 阿不母親                         |
| 劉以達               | 福來   | 陳子午管家                       |
| 布拉德利·詹姆斯·艾倫 | 艾倫   | 拳擊手（盧乃華邀請與陳子午對打） |
| 段偉倫               | 大象   | 盧乃華手下                       |
| 盧惠光               | 未具名 | 盧乃華手下                       |
| 關 勇                | 未具名 | 盧乃華手下                       |
| 陳旭初               | 未具名 | 盧乃華手下                       |
| 周星馳               | 警員   | 客串                             |
| 李詠嫻               | 客串   | 盧乃華女友，卻劈腿陳子午         |
| 雷頌德               | 客串   | 盧乃華軍師                       |
| 林 雪                | 客串   | 海產店顧客                       |
| 張達明               | 客串   | 飛機乘客                         |
| 吳君如               | 客串   | 扒手                             |
| 李力持               | 客串   | 扒手                             |
| 吳彥祖               | 客串   | 寫真攝影師                       |
| 馮德倫               | 客串   | 寫真攝影師                       |
| 王合喜               | 客串   | 寫真攝影師                       |
| 李燦森               | 客串   | Albert友人                       |
| 蘇志威               | 客串   | Albert友人                       |
| 田啟文               | 客串   | Albert友人-田雞                  |
| 徐志雄               | 客串   | Albert友人                       |
| 葛民輝               | 客串   | 碼頭路人                         |
| 谷德昭               | 客串   | 碼頭路人                         |
| 羅家英               | 客串   | 餐廳經理                         |
| 鄭 祖                | 客串   | 餐廳保安                         |
| 森 美                | 客串   | 陳子午工廠員工                   |
| 阮小儀               | 客串   | 陳子午工廠員工                   |
| 蘇慧敏               | 客串   | 大哥女友-Gloria                  |
| 吳辰君               | 客串   | 隆一鄰居-小君                    |
| 谷祖琳               | 客串   | 阿不同村女子                     |
| 彭慧君               | 客串   | 阿不同村女子                     |
| 樋口明日嘉           | 客串   | 阿不同村女子                     |
| 楊容蓮               | 客串   | 阿不同村女子                     |

## 軼事

### 演員
- 本片為成龍和周星馳唯二在電影中有合作演出的作品。當時《玻璃樽》拍攝時正值周星馳拍攝《喜劇之王》，兩片劇組同在西貢片場開工，二人提議互相客串對方影片，因此乃有周星馳客串的場景。其後兩片在1999年香港賀歲檔對壘，最後被《喜劇之王》略勝一籌，成為當年票房冠軍，而本片只成為當年票房亞軍。

### 製作
- 本片是成龍1998年進軍荷里活後的首部香港電影。
- 舒淇在觀看周星馳的表演時不禁笑場。
- 梁朝偉曾因片中角色先天或後天性同性戀的問題拒演。
- 本片是梁朝偉第一次扮整天塗脂抹粉的娘娘腔。
- 成龍本要周華健演反派，但經周華健抗議後，成龍才讓周華健出演了片中的盧乃華。

## 獎項
| 頒獎典禮             | 獎項         | 名單         | 結果 |
| -------------------- | ------------ | ------------ | ---- |
| 第19屆香港電影金像獎 | 最佳動作設計 | 成龍、成家班 | 提名 |
| 第36屆金馬獎         | 最佳動作指導 | 成龍、成家班 | 提名 |

## 外部參考
- 1999成龍─玻璃樽
- 開眼電影網上《玻璃樽》的資料（繁體中文）
- 豆瓣电影上《玻璃樽》的資料 （简体中文）
- 时光网上《玻璃樽》的資料（简体中文）
- AllMovie上《玻璃樽》的资料（英文）
- 爛番茄上《玻璃樽》的資料（英文）
- 香港影庫上《玻璃樽》的資料（繁體中文）
- 互联网电影数据库（IMDb）上《玻璃樽》的资料（英文）